# موتور حاجی اکبر (خاش)
موتور حاجی اکبر یک منطقهٔ مسکونی در ایران است که در دهستان گوهرکوه واقع شده‌است.